# 近畿大学法学部

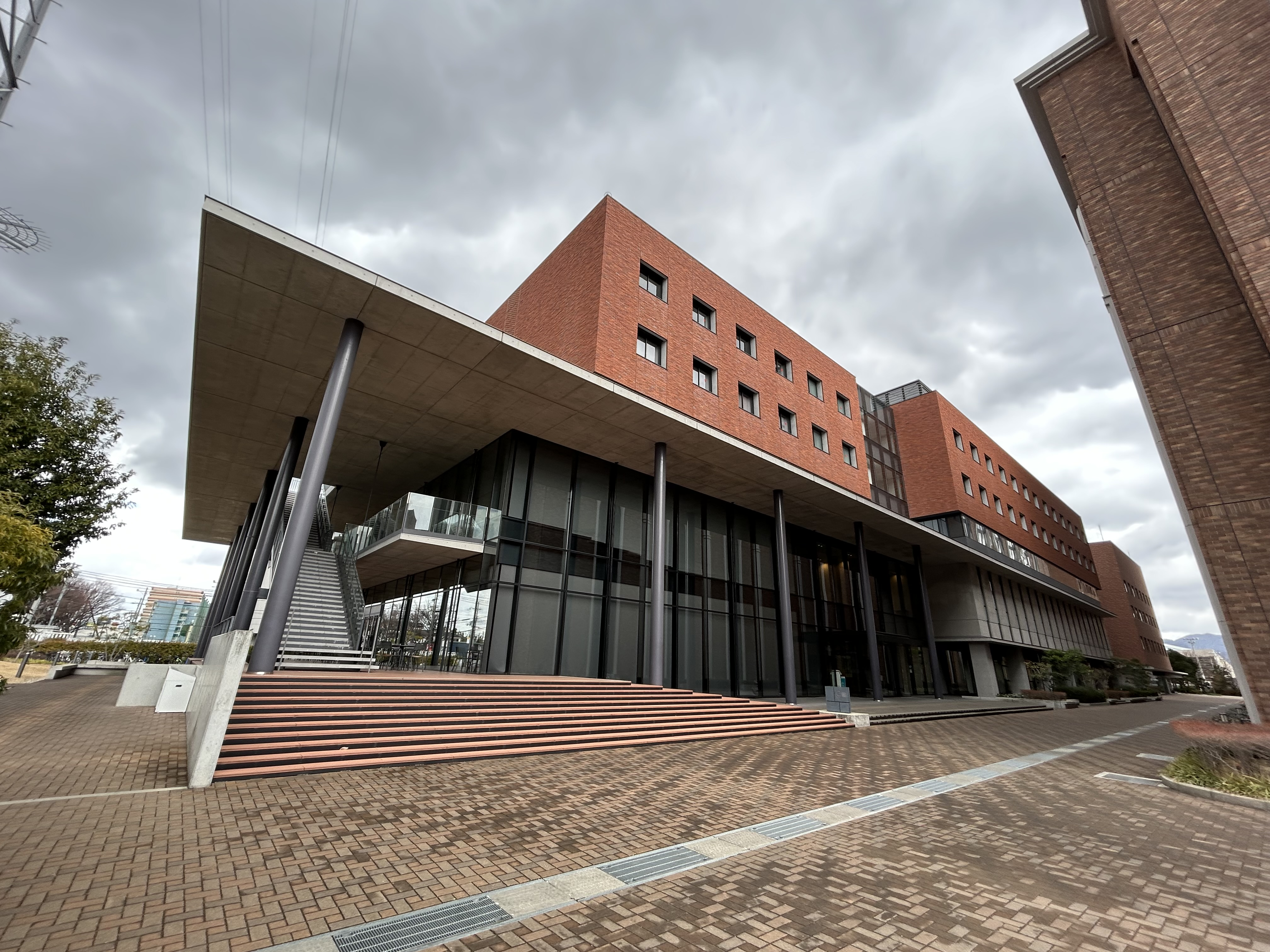
C館（東大阪キャンパス）

近畿大学法学部（きんきだいがくほうがくぶ、英称: KINDAI UNIVERSITY Faculty of Law）は、近畿大学内に設置されている学部の一つである。また、近畿大学法学部法学研究科（きんきだいがくほうがくぶほうがくけんきゅうか）が近畿大学大学院の研究科の一つとして設置されている。

## 概要
近畿大学法学部は、1925年4月に開設された日本大学専門学校第2部法律科を前身とし、1949年新学制による近畿大学設置認可を受け、翌年法学部の設置認可を受けたことにより設置された学部である。学科は法律学科1学科が置かれ、法律学・政治学を学ぶ教育が行われている。また、法的に思考する姿勢を身に着け、激動する社会のなかで積極的かつ柔軟的に対応できる、広い視野・豊かな思考を持つ人材を養成することを理念としている。
近畿大学法学部では、1・2年次に法律学・政治学の基礎を学習し、2年次では3つのコースと4つの専攻プログラムから、自身の進路に基づき1つを選択し、専門的な分野に特化することで、豊富な知識及び実務能力を身に着けることを目指す。

## 沿革
- 1925年 - 日本大学専門学校第2部法律科を開設[4]。
- 1926年 - 第1部法律科を開設[4]。
- 1939年 - 日本大学専門学校を日本大学大阪専門学校に改称[4]。
- 1940年 - 法律科を法学科に改称[4]。
- 1943年 - 日本大学大阪専門学校を大阪専門学校に改称[4]。
- 1949年 - 新学制により大阪専門学校及び大阪理工科大学を合併し、近畿大学として設置認可を得る[4]。
- 1950年 - 法学部第1部、第2部（法律学科）設置認可を得る[4]。
- 1952年 - 「近畿大学法学会」の機関誌として『法学』を創刊[4]。
- 1959年 - 通信教育法学部設置認可を得る[4]。
- 1965年 - 法学部第1部、第2部（経営法学科）設置認可を得る[4]。
- 1969年 - 『法学』を『近大法学』に改題[4]。
- 1972年 - 大学院博士課程として法学研究科（法学）の増設認可を得る[4]。
- 1981年 - 司法試験研修所を設置[4]。
- 1989年 - 『近大法学』を『近畿大学法学』に改題[4]。
- 1997年 - 法廷教室を設置[4]。
- 2004年 - 学部改組、経営法学科を廃止し政策法学科を設置[4]。
- 2016年 - 法学部新校舎としてC館が完成し移転。学部改組、法律学科1学科へ移行[4]。

## 学科
- 法律学科[2]
  - 入学定員500人、収容定員2000人[2]

## 学部長
- 衣笠葉子

## 刊行物
- 『近畿大学法学』[5]

## 交通アクセス
東大阪キャンパス 所在地：大阪府東大阪市小若江3丁目3-1
- 近鉄大阪線「長瀬駅」下車、駅出口から西門まで徒歩約10分[6]。
- 近鉄奈良線「八戸ノ里駅」下車、駅出口から東門まで徒歩約20分。又は、直通バス約6分[6]。
- JRおおさか東線「JR俊徳道駅」下車、直通バス約15分[6]。

## 著名な出身者

### 政治
- 東徹 - 衆議院議員、日本維新の会
- 宮井泰良 - 元参議院議員、公明党
- 峯山昭範 - 元参議院議員、公明党
- 矢原秀男 - 元参議院議員、公明党
- 吉村善美 - 富田林市長、元大阪府議会議員
- 茶谷義隆 - 七尾市長
- 竹中勇人 - 元泉南市長、元泉南市副市長
- 橋上義孝 - 元河内長野市長、元河内長野市議会議長
- 吉田弘明 - 元香芝市長
- 黒川征一 - 元三好市長、元徳島県議会議員
- 古賀俊昭 - 元東京都議会議員、自由民主党

### 行政
- 大平光代 - 弁護士、大阪市元助役

### 経済
- 遠藤正一 - ロングライフホールディング 創業者 代表取締役社長
- 中井清和 - 学情 創業者 代表取締役社長

### 文学
- わかつきひかる - ジュブナイルポルノ作家
- 羽生道英 - 歴史小説家
- 畑中章宏 - 著述家、編集者

### 芸術・演劇・映画
- 田中圭一 - 漫画家
- 山下智彦 - テレビドラマ監督
- 吉岡宏起 - アニメーションプロデューサー

### アナウンサー
- 清水幸二 - 四国放送

### スポーツ
- 寺川綾 - アテネオリンピック日本代表、ロンドンオリンピック銅メダリスト（背泳ぎ）
- 入江陵介 - 北京オリンピック日本代表、ロンドンオリンピック銀・銅メダリスト（背泳ぎ）
- 古川彰治 - プロテニス